# Office for Human Research Protections
Le département de l'Human Research Protection (en anglais : Office of Human Research Protections ou OHRP) est un petit département au sein du ministère de la Santé et des Services sociaux des États-Unis (DHHS) qui a pour objet de surveiller, selon des critères éthiques, les recherches cliniques menées par le ministère, la plupart du temps en passant par le National Institutes of Health.

## Missions
Le premier devoir de ce département est la mise en œuvre du 45 CFR 46, une série de règlements sur la protection des sujets dits humains à l'attention des comités d'éthiques (Institutional Review Board ou IRB) désignés pour approuver et évaluer les recherches comportementales et biomédicales qui impliquent des êtres humains. En règle générale, ces comités d'éthiques prennent modèle sur la réglementation de la Food and Drug Administration des États-Unis. La Food and Drug Administration contrôle, entre autres, la recherche clinique menée par des sociétés pharmaceutiques.
Les institutions dont la recherche est parrainée par le Department of Health and Human Services (DHHS) doivent avoir une « Federal Wide Assurance » (FWA) qui consiste en un accord avec l'Human research Protections (OHRP) en matière de surveillance éthique. 
L'OHRP fournit également de la documentation pour les comités d'éthique, émet des avis sur des questions éthiques relatives à la recherche et conseille le Secrétaire de la DHHS sur tout ce qui a trait à l'éthique appliquée à l'usage de la médecine.